# Passiflora chelidonea
Passiflora chelidonea Mast. – gatunek rośliny z rodziny męczennicowatych (Passifloraceae Juss. ex Kunth in Humb.). Występuje naturalnie w Kolumbii oraz Ekwadorze. 

## Morfologia
PokrójZdrewniałe, trwałe, owłosione liany.
LiściePodłużnie owalne, ścięte u podstawy. Mają 5,4–14 cm długości oraz 2,7–4,7 cm szerokości. Całobrzegie, z ostrym wierzchołkiem. Ogonek liściowy jest owłosiony i ma długość 6–20 mm. Przylistki są sierpowate, mają 3–5 mm długości.
KwiatyPojedyncze lub zebrane w pary. Działki kielicha są liniowe, mają 1,5 cm długości. Płatki są liniowe, mają 0,8–1 cm długości. Przykoronek ułożony jest w dwóch rzędach, purpurowo-brunatny, ma 6–8 mm długości.
OwoceSą jajowatego kształtu. Mają 2,5 cm długości i 1,7 cm średnicy.